# Lewis Collins
Lewis Collins (Birkenhead, Cheshire, 26 de mayo de 1946 − Los Ángeles, California, 27 de noviembre de 2013) fue un actor británico, conocido por interpretar a Bodie en la serie Los profesionales.

## Carrera
Lewis mostró desde muy pequeño un interés especial por la música. En su adolescencia aprendió a tocar la guitarra y formó parte de varios grupos musicales como "The Renegades" y "The Georgians". A los 18 años fue el baterista de la banda The Mojos, que tuvo varios sencillos en el mercado, entre ellos el éxito "Everythings Alright" que subió hasta el puesto 9 en los rankings durante marzo de 1964.  
A los 22 años el éxito de la banda acabó y Lewis sintió una terrible angustia por pensar que él "ya había sido". Nunca más volvió al negocio de la música. Se desempeñó como vendedor de enciclopedias y máquinas de gaseosas. Él mismo graficó ese período de la siguiente manera: "de estar tocando en los Mojos pasé a vender limonada por todo Warrington... y aquí pensé: debe haber algo mejor... seré actor". En 1970 tomó un curso de actuación y su primera presentación ante la audiencia fue en la sitcom de la Granada TV, "The Cuckoo Waltz". 
En 1977 es elegido junto a Martin Shaw y Gordon Jackson, para protagonizar la serie, Los profesionales, creada por Brian Clemens. Trata sobre un grupo especial de inteligencia Británico: CI5. La serie se emitió entre 1977 - 1983. También ese año apareció como invitado en Los Nuevos Vengadores junto con Martin Shaw. Lewis tomó el papel de Bodie luego que Anthony Andrews fue dejado de lado. No ayudó a Collins el haber quedado encasillado, luego de la serie solamente fue convocado para papeles muy similares al de Bodie. En 1988 interpretó a un sargento de policía en la miniserie "Jack el destripador". 
En 1986 audicionó para el papel de James Bond, que estaba vacante luego del alejamiento de Roger Moore, pero Cubby Broccoli, el productor a cargo, no lo consideró adecuado para el papel.
Al comenzar la década de 1990, Lewis se encontraba en Los Ángeles aceptando pequeños papeles en producciones estadounidenses hasta que, en 1995, decidió volver a Inglaterra junto con su familia. Luego del éxito de una publicidad de la automotriz Nissan donde se parodiaba a la vieja serie, Brian Clemens y David Wickes que estaban con la idea de la remake en marcha, fueron a ofrecerle el papel del Jefe del CI5 pero las negociaciones fracasaron luego de cinco meses.
Sus actuaciones en la TV incluyen participaciones como invitado en las siguientes series: Tarzán (1991), Marked Personal y Z Cars, en (1977) actúa The New Avengers, con Patrick Macnee, Robin of Sherwood, (1984) como Philip Mark en el capítulo "Sheriff of Nottingham", en Warship (1972), Crown Court (1972) como Henry Williams Alfred Hitchcock Presenta, (1985) como Bill Stewart en el episodio "Man who knew too little". 
Protagonizó la serie Cluedo, (1991) como el Coronel Mustard. En 1985 filma su película Comando Leopardo, junto a Klaus Kinski, y Der Commander de (1988), junto a Lee Van Cleef. Protagonizó la obra de teatro "Dangerous Corner" con el Middle Ground Theatre Company (1999). En 2010 actuó en la película 1066, como Conde Godwin.